# Аксель, принц Датский
Аксель Кристиан Георг, принц Датский и Исландский (Axel Christian Georg, Prince of Denmark and Iceland; 12 августа 1888, Копенгаген — 14 июля 1964, Копенгаген) — принц датский и исландский, внук короля Дании Кристиана IX.

## Биография
Принц Аксель был вторым сыном Вальдемара, принца Дании и его супруги принцессы Марии Орлеанской.
Принц Аксель был членом Международного олимпийского комитета с 1932 году. С 1937 года вплоть до своей смерти он был председателем совета директоров (и до 1953 года управляющий директор) Восточно-Азиатской компании, сменив основателя компании Ханса Нильсона Андерсена.

## Брак и дети
О помолвке принца Акселя и Маргариты Шведской официально было объявлено 23 марта 1919 года.
Свадьба состоялась 22 мая 1919 года в кафедральном соборе Стокгольма. Маргарите было 19 лет, Акселю — 30. Свадьбу отмечали с пышностью и торжеством. Много внимания она вызвал и у народа, и у прессы. В качестве свадебного подарка от родителей жениха молодожены получили Bernstorffshøj — поместье близ дворца Бернсторфф. Медовый месяц пара провела в имении принца Евгения в Örberga, в Эстергётландии. По возвращении они поселились в подаренном имении. Брак был очень счастливым. Их дом был богатым и полным радостью. У супругов родилось двое сыновей:
- Георг[англ.] (1920—1986) — принц Датский и Исландский, был женат на Анне Боуз-Лайон[англ.], племяннице королевы-матери и двоюродной сестре Елизаветы II, детей не имел;
- Флемминг (1922—2002) — граф Розенборг, был женат на Элис Рут Нильсен, имел четверых детей.

## Титул
- 12 августа 1888 — 14 июля 1964: Его Королевское Высочество Принц Аксель Датский